# KOBAMETAL
KOBAMETAL（コバメタル）は、日本の音楽プロデューサー、作詞家、作曲家、マネージャー。アミューズ従業員。2010年よりメタルダンスユニットBABYMETALを手掛ける。本名は小林 啓（こばやし けい、Key Kobayashi）。メタルの神「キツネ様」のお告げを届けるメッセンジャーと自称する。大のメタルファンである。

## 略歴
聖飢魔IIをきっかけに小学校6年生ころヘヴィメタルに関心を持った。中学校ではブラスバンド部に属し、高校時代はロックバンドでギターを担当して全身まっ黒な衣装でメタルのような音楽を演奏。大学では政治経済を専攻しつつ、アルバイトで稼いだお金をバンド活動につぎ込んだ。「SHRAPNEL RECORDS」などが発行した速弾き系曲を愛聴する。
1996年前後にアミューズに入社。3日で辞めようと思ったが、テレビ番組の出演調整を任された後、音楽班（SIAM SHADEやCASCADEの広報宣伝）で2年勤務。社内インディーズレーベルを立ち上げて、ラウド系バンドの制作と宣伝を担う。
2008年ころバラエティー班に異動し、第2マネジメント部第2制作室長となる。第2制作室の担当は、サンプラザ中野くんを含めたミュージシャン、役者、パティシエ（柿沢安那）、大学教授など12組だった。農林水産省から受託したプロジェクトに向けて、アミューズはパティシエをモチーフにしたアイドル「ミニパティ」を結成。
2009年3月14日、中元すず香が所属していた「可憐Girl's」の解散コンサートに、ミニパティが出演。これに同行していたKOBAMETALは、中元のパフォーマンスを見て新ユニット立ち上げを企図。水野由結もこのコンサートを観覧していた。
2010年、学校生活とクラブ活動をテーマにしたアイドルグループ「さくら学院」の部活動として「重音部」が始動。KOBAMETALは顧問となる。2011年2月、アミューズは同部で活動するユニットの名前を「BABYMETAL」と公表した。
2017年3月、KOBAMETALがBABYMETALをプロデュースしたことに対して、デジタルメディア協会はAMD Award '16 優秀賞（Digital Contents of the Year’16 The AMD Award）を授与した。
2022年6月、株式会社アミューズが、次世代のエンタテインメント創出を目的とした新会社「株式会社Kulture」およびWeb3・メタバース特化ファンド「KultureFUND」を設立し、KOBAMETALが株式会社Kultureの取締役に就任した。
2025年4月、BABYMETALのワールドワイドな活動をさらにパワーアップさせるため、アメリカに活動拠点となる「BABYMETAL WORLD LLC」を設立し、KOBAMETALがCEOに就任した。

## 人物
- サンプラザ中野くんは2010年にKOBAMETALを、アミューズで一番おしゃれな社員と見做した。
- KOBAMETALは海外旅行を趣味とし、2013年以前はコーチェラ・フェスティバルなどの海外音楽祭に観客として毎年参加していた。シカゴ市グラント・パークで開催された「ロラパルーザ 2010」で、X JAPANはメタル曲を演奏し好評を博した。目撃したKOBAMETALは「ひょっとしたらメタルいけるんじゃないかな」と感じた[4]。
- ヨガを好み、インドやニューヨークの道場を訪問した[2]。
- プロレス、特にルチャリブレを好む。「空中戦をやる人たち（中略）速弾きギターな感じじゃないですか」[4]。BABYMETALのプロデュースではプロレスが持つ「様式美な楽しみ方」[15]を取り入れた。「お客さんと見せる側との阿吽の呼吸みたいなものもありますよね。お互いに（マスクレスラーの正体を）なんとなくわかりながらも楽しむ 」[15]。
- BABYMETALメンバーと同年齢の子を持つ[16]。

## 音楽的嗜好
KOBAMETALは累計80枚のアルバム紹介を通じ、自らの嗜好を示した。紹介したのは、エレクトロニコアやハードコア、メタルコアを含めたメタルに詳しくない者をガイドするため。J-POPも1枚だけ挙げた。下表はバンド/アーティストの重複を除いた（アルファベット順）。
| No. | バンド/アーティスト             | アルバム                                                                     |
| 01  | Amaranthe                       | 『Amaranthe』                                                                |
| 02  | Anthrax                         | 『Spreading The Disease』                                                    |
| 03  | Arch Enemy                      | 『Doomsday Machine』                                                         |
| 04  | Attack Attack!                  | 『Someday Came Suddenly』                                                    |
| 05  | 松浦亜弥                        | 『松浦亜弥ベスト1』                                                          |
| 06  | Behemoth                        | 『Demigod』                                                                  |
| 07  | Bring Me The Horizon            | 『Suicide Season』                                                           |
| 08  | Bullet For My Valentine         | 『Fever』                                                                    |
| 09  | Cannibal Corpse                 | 『Kill』                                                                     |
| 10  | Children Of Bodom               | 『Relentless Reckless Forever』                                              |
| 11  | Chunk! No, Captain Chunk!       | 『Something For Nothing』                                                    |
| 12  | Coldrain                        | 『The Revelation』                                                           |
| 13  | Crossfaith                      | 『The Dream, The Space』                                                     |
| 14  | Dark Funeral                    | 『Diabolis Interium』                                                        |
| 15  | DELUHI                          | 『VANDALISM』                                                                |
| 16  | The Devil Wears Prada           | 『With Roots Above And Branches Below』                                      |
| 17  | Dokken                          | 『Back For The Attack』                                                      |
| 18  | Dragonforce                     | 『Inhuman Ranpage』                                                          |
| 19  | Dream Theater                   | 『Images And Words』                                                         |
| 20  | Enter Shikari                   | 『A Flash Flood Of Color』                                                   |
| 21  | Eskimo Callboy                  | 『Bury Me In Vegas』                                                         |
| 22  | Evanescence                     | 『The Open Door』                                                            |
| 23  | Extreme                         | 『Pornograffitti』                                                           |
| 24  | Eyes Set To Kill                | 『Broken Frames』                                                            |
| 25  | FACT                            | 『FACT』                                                                     |
| 26  | Fear, and Loathing in Las Vegas | 『All That We Have Now』『Dance & Scream』                                   |
| 27  | The GazettE                     | 『BEAUTIFUL DEFORMITY』『TOXIC』                                             |
| 28  | Gorgoroth                       | 『Quantos Possunt Ad Satanitatem Trahunt』                                   |
| 29  | I See Stars                     | 『Digital Renegade』                                                         |
| 30  | In Flames                       | 『Clayman』                                                                  |
| 31  | Jamies Elsewhere                | 『They Said A Storm Was Coming』                                             |
| 32  | Judas Priest                    | 『Painkiller』                                                               |
| 33  | Korpiklaani                     | 『Spirit Of The Forest』                                                     |
| 34  | Limp Bizkit                     | 『Greatest Hitz』『Significant Other』                                       |
| 35  | Linkin Park                     | 『Meteora』                                                                  |
| 36  | lynch.                          | 『Exodus-EP』                                                                |
| 37  | THE MAD CAPSULE MARKETS         | 『1997-2004』                                                                |
| 38  | Marilyn Manson                  | 『Lest We Forget The Best Of』                                               |
| 39  | The Mars Volta                  | 『Amputechture』                                                             |
| 40  | マキシマム ザ ホルモン          | 『ぶっ生き返す』『予襲復讐』                                                 |
| 41  | Mayhem                          | 『De Mysteriis Dom Sathanas』                                                |
| 42  | Metallica                       | 『Master Of Puppets』                                                        |
| 43  | Nile                            | 『Black Seeds Of Vengeance』                                                 |
| 44  | Nunchaku                        | 『Nunchaku』『Best of 1993-1998』                                            |
| 45  | Pantera                         | 『The Best of Pantera: Far Beyond the Great Southern Cowboys' Vulgar Hits!』 |
| 46  | Periphery                       | 『Periphery II』                                                             |
| 47  | Racer X                         | 『Street LETHAL』                                                            |
| 48  | Riot                            | 『Thundersteel』                                                             |
| 49  | Secret & Whisper                | 『Teenage Fantasy』                                                          |
| 50  | 聖飢魔II                        | 『THE END OF THE CENTURY』                                                   |
| 51  | SiM                             | 『PANDORA』『SEEDS OF HOPE』                                                 |
| 52  | Slipknot                        | 『Slipknot』                                                                 |
| 53  | System Of A Down                | 『System Of A Down』                                                         |
| 54  | Testament                       | 『Practice What You Preach』                                                 |
| 55  | Tony MacAlpine                  | 『Maximum Security』                                                         |
| 56  | Trivium                         | 『The Crusade』                                                              |
| 57  | Vicious Rumors                  | 『Vicious Rumors』                                                           |
| 58  | White Zombie                    | 『Astro-Creep:2000』                                                         |
| 59  | X                               | 『Vanishing Vision』                                                         |
| 60  | Yngwie J. Malmsteen             | 『The Yngwie Malmsteen Collection』『Odyssey』                               |
| 61  | ゆよゆっぺ                      | 『Story of Hope』                                                            |